# Strada nazionale 92 di Val d'Agri
La strada nazionale 92 di Val d'Agri era una strada nazionale del Regno d'Italia, che congiungeva Montesano sulla Marcellana a Montalbano Jonico, percorrendo l'omonima valle.
Venne istituita nel 1923 con il percorso "Dalla nazionale 87 delle Calabrie presso Montesano per Moliterno - Corleto Perticara - Craco alla stazione ferroviaria di Montalbano Jonico.".
Nel 1928, in seguito all'istituzione dell'Azienda Autonoma Statale della Strada (AASS) e alla contemporanea ridefinizione della rete stradale nazionale, il suo tracciato costituì l'intera strada statale 103 di Val d'Agri.